# زیوه (بیجار)
زیوه (بیجار)، روستایی از توابع بخش کرانی شهرستان بیجار در استان کردستان ایران است.

## جمعیت
این روستا در دهستان گرگین قرار دارد و براساس سرشماری مرکز آمار ایران در سال ۱۳۸۵، جمعیت آن ۱۷۴ نفر (۴۹خانوار) بوده‌است. زبان مردم این روستا زبان ترکی آذربایجانی است.